# Resolução 262 do Conselho de Segurança das Nações Unidas
A Resolução 262 do Conselho de Segurança das Nações Unidas aprovada por unanimidade em 31 de dezembro de 1968, depois de ouvir declarações de Israel e do Líbano, o Conselho condenou Israel por sua ação militar premeditada, em violação de suas obrigações sob a Carta das Nações Unidas e as resoluções anteriores de cessar-fogo. Emitiu uma solene advertência a Israel de que, se houvesse um incidente repetido, o Conselho teria que considerar outras medidas para reforçar suas decisões e considerou que o Líbano sofreu e a responsabilidade cabe a Israel.